# 保健師
保健師（ほけんし）は、日本において、保健師助産師看護師法（保助看法）に基づき、厚生労働大臣の免許を受けて、保健師の名称を用いて、保健指導に従事することを業とする者。大学や保健師養成校にて所定の教育を受けた後、看護師国家試験と保健師国家試験の両方に合格して得られる国家資格（免許）である。
なお、各国共通の職種ではなく、アメリカ合衆国には保健師資格はなくレジスタードナース（登録看護師、英語でregistered nurse）がその役割を担っている。

## 概要
保健師は名称独占の資格であるため（保助看法2条及び第42条の3）、資格を持たないものが保健師であることを名乗ったり、紛らわしい名称を用いることはできない。しかし、業務独占資格ではないため、医師、歯科医師、養護教諭、管理栄養士、栄養士などが適切な保健指導を行う場合は法的な問題はない。
一方、保健師はその資格をもって看護師の業を行うことができる。看護師の業は業務独占であり、看護師、保健師及び助産師でなければ行うことができない。（保助看法第32条）
なお、平成19年4月以降、保健師となるには保健師国家試験の他に看護師国家試験への合格を要することから、同月以降に保健師となる者は看護師となる資格も有することになるが、先述の通り、保健師の免許を有していれば看護師の業を行うことができるため、さらに看護師の免許を申請・取得する必要はない。
2014年には日本公衆衛生看護学会が「公衆衛生看護」「公衆衛生看護学」「保健師」を定義し、「保健師」について「国家資格である保健師の名称を用いて公衆衛生看護の目的を達成しようとする者」と定義した
保健師は、主に都道府県・市町村などの保健所、保健センター等で保健行政に従事する行政保健師と企業の産業保健スタッフとして勤務する産業保健師、学校等で学生と教職員の心身の健康保持に努める学校保健師（養護教諭）の3つに大別される。最近では、JICAやNGOなどに属し、発展途上国などで母子保健活動や感染症対策、衛生教育など国際地域看護活動を行う保健師なども存在し、活躍の場は広まっている。
学問的基盤としては、地域看護学（公衆衛生看護学）が中心となる。

## 沿革
保健師活動は1887年に京都看病婦学校（同志社）がキリスト教精神にのっとった慈善事業として実施した巡回看護がもとになっている。巡回看護は社会事業的活動として、病院に行くことができない貧しい病人に対して看護活動を行ったものである。その後1920年代から東京市や聖路加国際病院、済生会などが精力的に活動していた。巡回看護の内容は、貧困者への看護、災害被災者への手当てと保健指導（伝染病予防）、妊婦の妊娠出産に対する援助や育児相談などであり、現在保健師が行っている公衆衛生看護活動の基礎となっている。
その後1937年に保健所法が制定され、乳幼児、妊産婦、結核患者、感染症患者、精神科疾患患者などの訪問指導が本格化した。
第二次世界大戦敗戦後の保健所保健師活動は伝染病、結核対策、母子保健業務が中心となる。このころ保助看法が制定され、在宅看護における看護師が消えた時期が存在した（訪問看護参照）。
また1993年の法律改正により、1994年3月の国家試験で男性保健士が誕生した。その後2002年からは男女を問わず保健師と名称が統一された（それまでは看護師同様、女性は保健婦、男性は保健士と性別によって呼び分けられていた）。

## 法規
保助看法2条に規定され、「保健師とは厚生労働大臣の免許を受けて、保健師の名称を用いて、保健指導に従事することを業とする者」と明記されている。

## 資格取得のプロセス
保健師免許を得るためには、看護師国家試験に合格した上で、所定の保健師養成課程（1年以上）を修了し保健師国家試験に合格する必要がある。
保健師の養成は、看護師の基礎教育修了者が入学し保健師の専門教育を受けるいわゆる「保健師学校」（1年課程の専門学校や短期大学）と、「保健師・看護師統合カリキュラム」を採用して4年間で看護師と保健師の受験資格を同時に得るタイプがあり、後者の多くは大学であるが、一部には統合カリキュラムを採用する看護専門学校も存在する。
注意が必要なのは後述のように、看護師の資格がなければ保健師国家試験に合格しても保健師の名称を用いて業務を行うことはできないということである。

## 保健師の種類
保健師はその働く場所により行政保健師、産業保健師、学校保健師（養護教諭）などに分けることができる。

### 行政保健師
- 保健所保健師
- 市町村保健師

市町村保健師は乳幼児や妊婦、成人、高齢者、障害者など幅広い年齢層を対象とし、市町村保健センターや児童家庭課、高齢者福祉課、国保年金課などで住民に身近な保健・福祉・サービスを担っている。近年では、児童虐待や男女共同参画、職員へのメンタルヘルス教育など幅広い活動が行われており、保健・医療・福祉の橋渡し的な役割を担う市町村保健師の活躍が期待されている。
保健所保健師は障害者（精神・療育など）、難病患者、結核やエイズ患者等への保健サービスの提供、およびSARSや新型インフルエンザに対する危機管理など専門的・広域的な対応が必要な保健業務が主となっている。
なお、精神保健福祉法や障害者自立支援法の施行により、精神障害者に関する業務は市町村で行われる割合が増えてきている。このように、国や県から市町村へ業務移行がされる中、保健師に関する業務も、保健所から市町村へ移行されることが多くなった。しかしながら、市町村保健師と保健所保健師の業務内容は明確には区別されておらず、現場が混乱する一因ともなっている。そのため、市町村保健師と保健所保健師はスムーズに連携・協同できるよう定期的に会議などを開いていることが多い。
国保保健師は国民健康保険の保険者（市町村）に所属する保健師であり、医療費削減と医療費削減を目的とした健康増進施策などに取り組んでいたが、昭和53年に市町村の保健師に統合された。

### 産業保健師
産業保健師は、産業保健分野のコーディネーター的な役割を担い、産業医や衛生管理者などとチームを組み、企業で働く労働者の健康管理･増進にあたっている。日本で3000～4000人。高度経済成長期には労働災害、事故予防などに重点が置かれてきたが、近年は生活習慣病の予防や、不況や雇用形態の変化の影響とも言われるうつ病や自殺など産業精神保健への関わりが重要となってきている。また、近年国外での新興感染症なども相次ぎ、海外出張における感染症への対策も行っている。

### 学校保健師（養護教諭）
学校保健法に基づき、大学等に通う学生や勤務する教職員の健康の維持、増進にあたっている。また、初等･中等教育にて同様の職務を行う養護教諭においては、教育学部等でも養成も行われており、必ずしも看護師免許を有しているわけではないが、保健師の活躍の場の1つであり、保健師免許を持つ養護教諭が広く求められている。これまで保健師の資格を有している者は都道府県教育委員会に申請することで養護教諭2種の免許状を取得できるという誤解が広まっていたが、実際には文部科学省令が定める教育職員免許法施行規則第66条の6に定める科目の4科目8単位を取得しなければならない。詳しくは養護教諭の項を参照のこと。

## 申請により得られる資格

### 養護教諭2種免許
保健師国家試験に合格し、保健師の登録をした者で文部科学省令で定める4科目8単位の単位を持つ者は、都道府県教育委員会への申請により養護教諭2種免許を得ることができる。なお、保健師の免許を受け文部科学大臣の指定する養護教諭養成機関に半年以上在学し、所定の単位を修得した者については、養護教諭1種免許に移行できる。

### 第1種衛生管理者
保健師国家試験に合格した者は、都道府県労働局への申請により第1種衛生管理者の資格を得ることができる。

## 専門職団体・学会等
保健師にかかわる専門職団体・学会等として、日本看護協会、全国保健師長会、全国保健師教育機関協議会、日本公衆衛生看護学会、日本地域看護学会、日本産業保健師会、日本保健師活動研究会、全国保健師活動研究会がある。

## 最近の話題

### 名称変更
2001年に「保健師助産師看護師法」が改正され、2002年3月から看護婦・看護士が看護師に、保健婦・保健士が「保健師」に統一された。

### 基礎資格の厳格化
かつては保助看法第19条において、保健師国家試験の受験資格として「看護師国家試験の合格者」があげられていた。しかし、大学や統合カリキュラム校においては、保健師と看護師の養成課程を並行して行っており、卒業にともない、慣習的に保健師国家試験受験資格、看護師国家試験受験資格が与えられていた。そのため、看護師免許を所有していなくとも保健師国家試験を受験することができ、看護師の国家資格を持たずに保健師の免許のみを取得する者がいた。平成18年6月に保助看法が改正され、平成19年4月以降からは新たに保健師になるためには、保健師国家試験の合格だけでなく、看護師国家試験にも合格しなければならず、保健師国家試験に合格しても、看護師国家試験が不合格の場合は免許が取得できなくなった。

## 備考
- 保健師資格を有する者は、小・中学校の普通免許状を取得する際に基本的に義務づけられている介護等の体験を免除することができる。